# Eusebio López y Díaz de Quijano
Eusebio López y Díaz de Quijano   (Comillas, 1873 - Sevilla, 26 de novembre de 1937), marquès de Lamadrid, fou un dirigent esportiu i un genet de polo espanyol.

## Biografia
Fou el primer president del Comitè Olímpic Espanyol (1926-1931), constituït oficialment a Barcelona el 1926. Renuncià a la presidència el 1931 a causa de la derrota de la candidatura de Barcelona als Jocs Olímpics del 1936 i dels canvis polítics amb l'adveniment de la Segona República Espanyola. També fou president del Reial Club de Polo de Barcelona (1922-1926) i del Reial Automòbil Club de Catalunya (1929-1933).